# 高山乌头
高山乌头（学名：Aconitum monanthum）为毛茛科乌头属下的一个种。

## 扩展阅读
- 維基物種上的相關：高山乌头